# هدی‌هات‌سنت‌پتر
هِدی‌هات‌سِنت‌پتر (به مجاری:  Hegyhátszentpéter) یک شهرداری در مجارستان است که در واش واقع شده‌است. هدی‌هات‌سنت‌پتر ۶٫۸۴ کیلومتر مربع مساحت و ۱۸۱ نفر جمعیت دارد.